# Maurice Neligan
Maurice Neligan (1937 - 8 de outubro de 2010) foi um cirurgião cardíaco, ativista, colunista e comentarista de mídia irlandês.